# 자본론 제1권

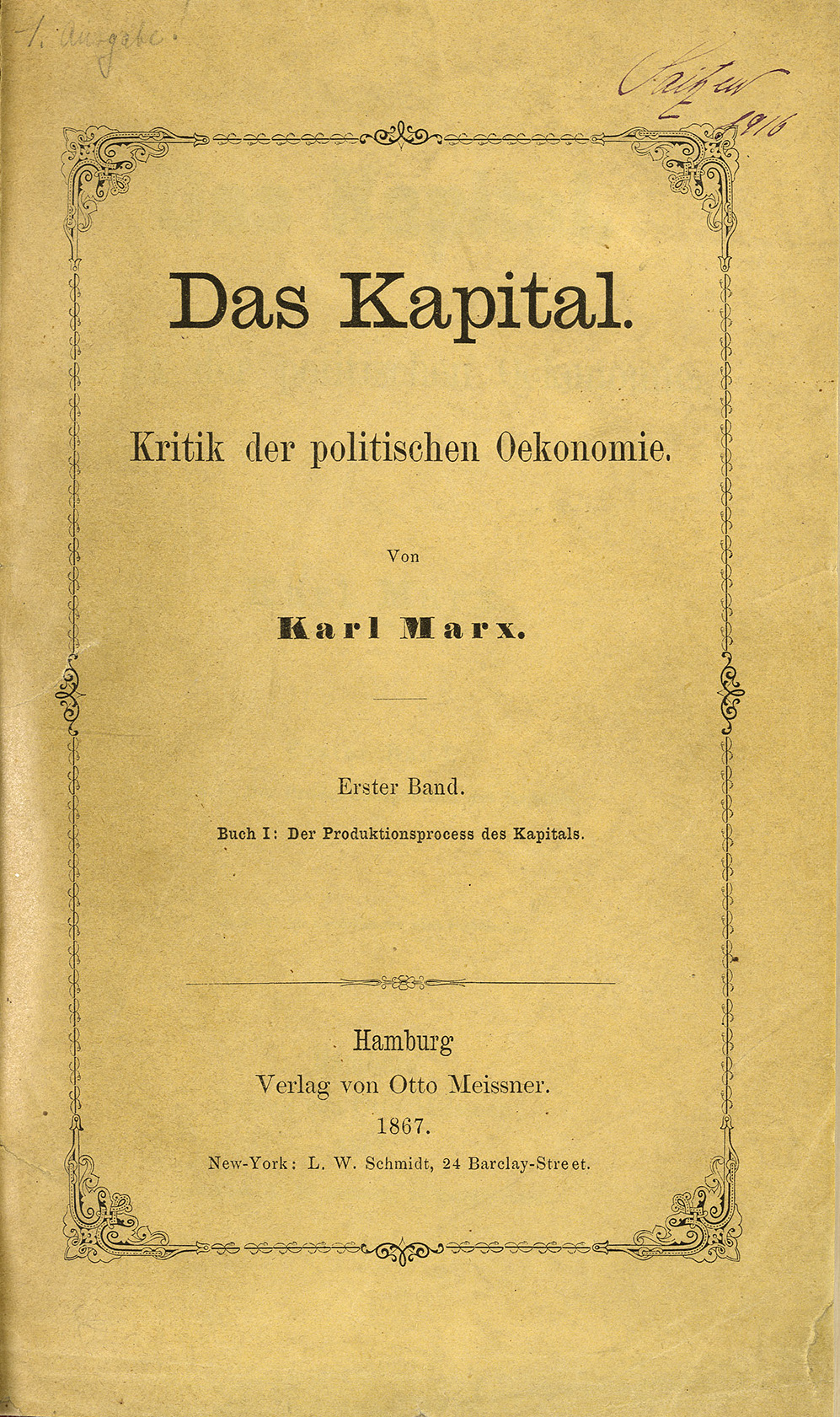

《자본론 제1권: 자본의 생산과정》(독일어: Das Kapital. Buch I: Der Produktionsprocess des Kapitals)은 카를 마르크스가 자본주의를 정치경제학적으로 비판한 비평서이다. 여기서 마르크스는 자본주의 생산양식의 경제법칙을 밝히고자 했으며, 그 자본주의 생산양식이 사회주의 생산양식의 전구물임과 자본주의의 생산관계에 뿌리박고 있는 계급투쟁을 논하였다. 《자본론 제1권》은 1867년 9월 14일 출간되었으며, 마르크스 생전 출간된 자본론은 제1권이 유일하다. 2013년 유네스코는 《자본론 제1권》과 《공산당 선언》의 원고를 세계기록유산에 등재했다.
| 이전 ' |  | 다음 자본론 제2권 |